# Kálmán Rimanóczy (tatăl)

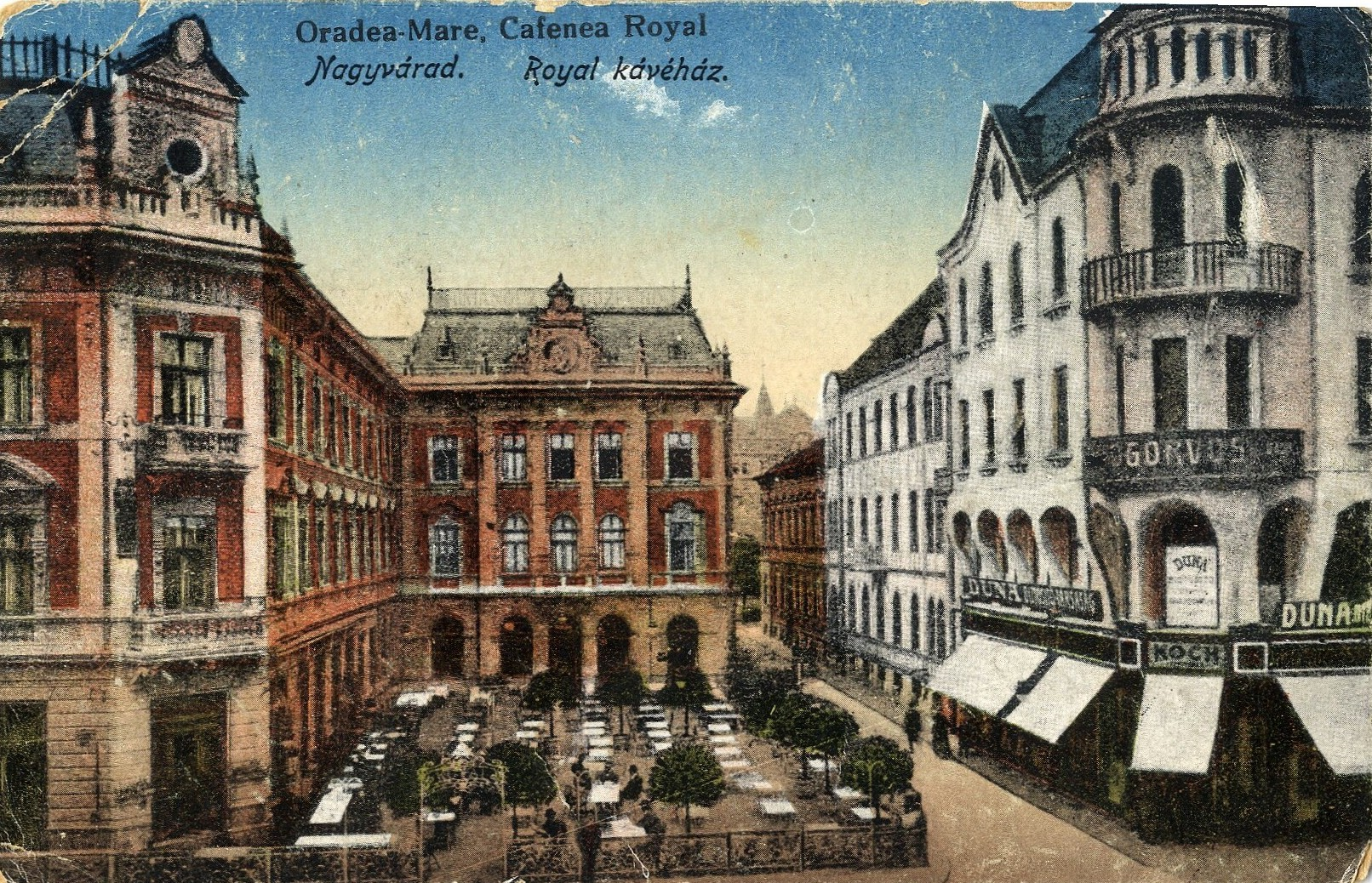
Oradea, Cafeneaua Royal, 1892

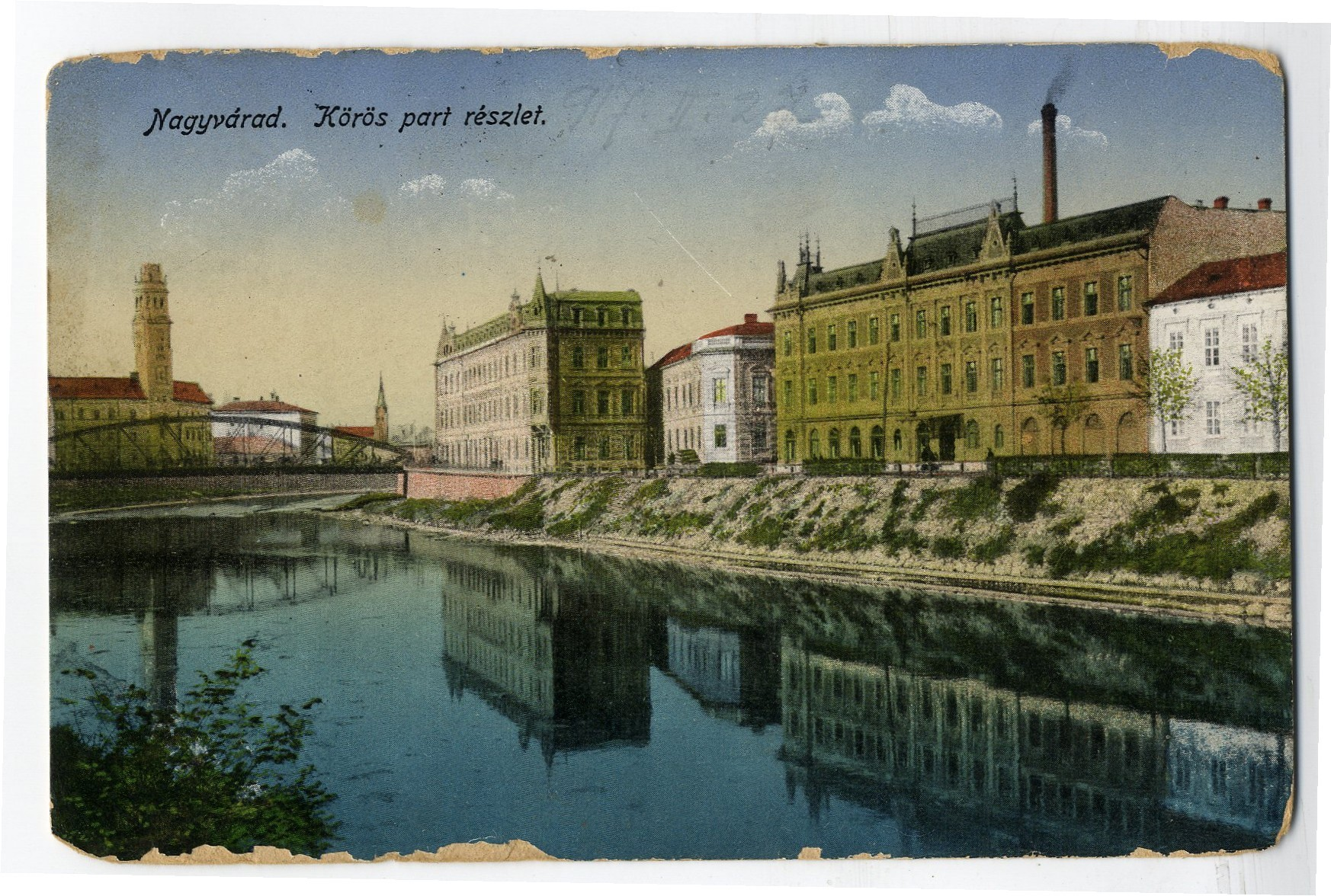
Pensiunea Rimanóczy, pe malul Crișului, Oradea

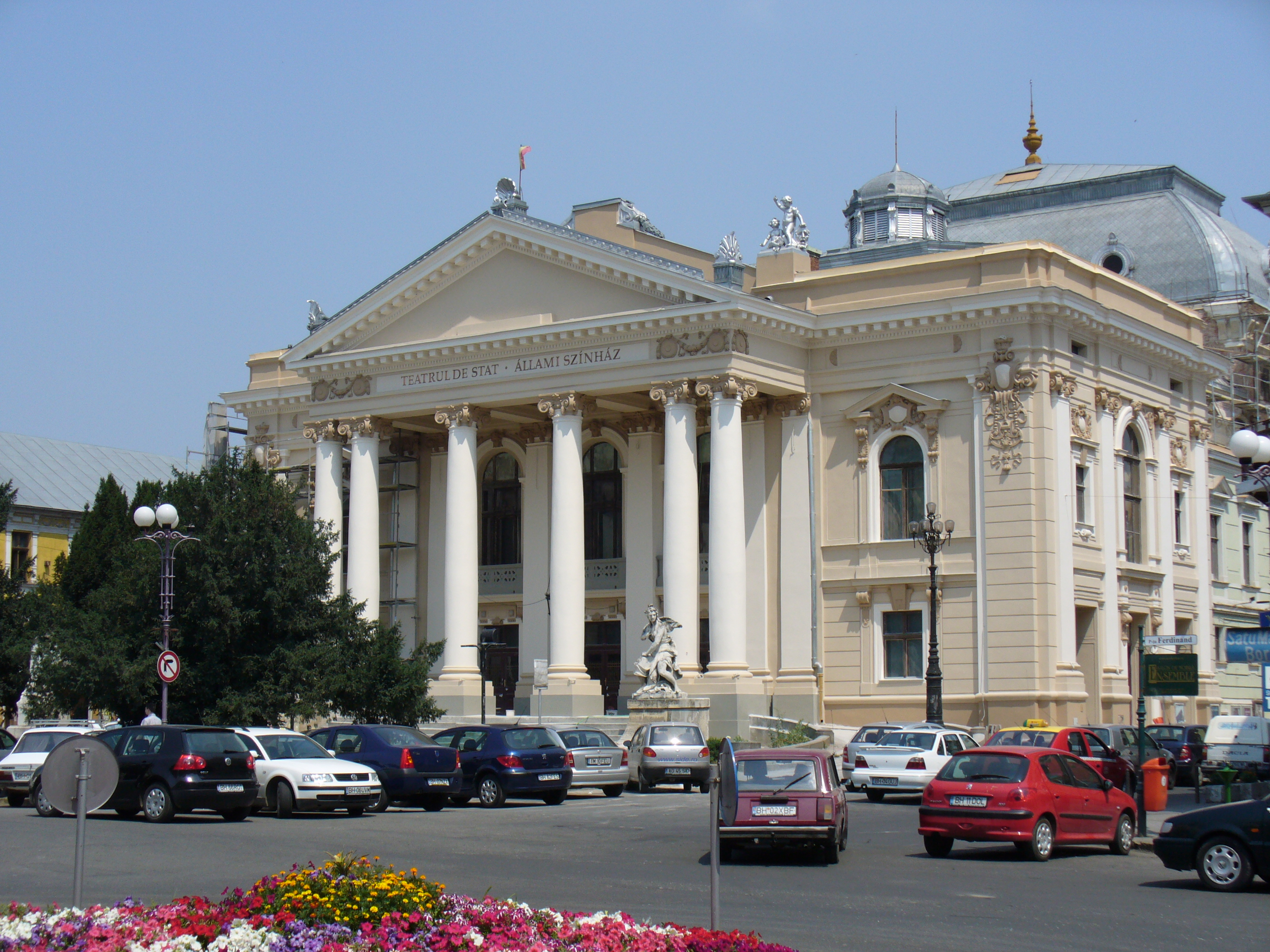
Teatrul Szigligeti din Oradea, 1900

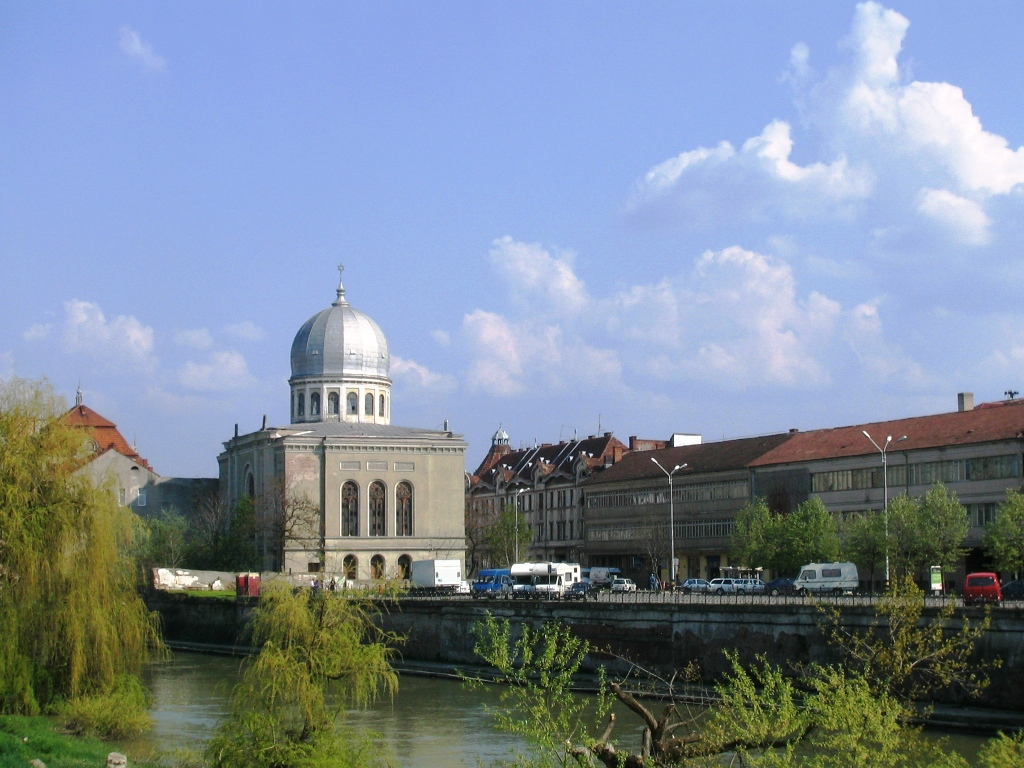
Sinagoga Neologă din Oradea, 1878

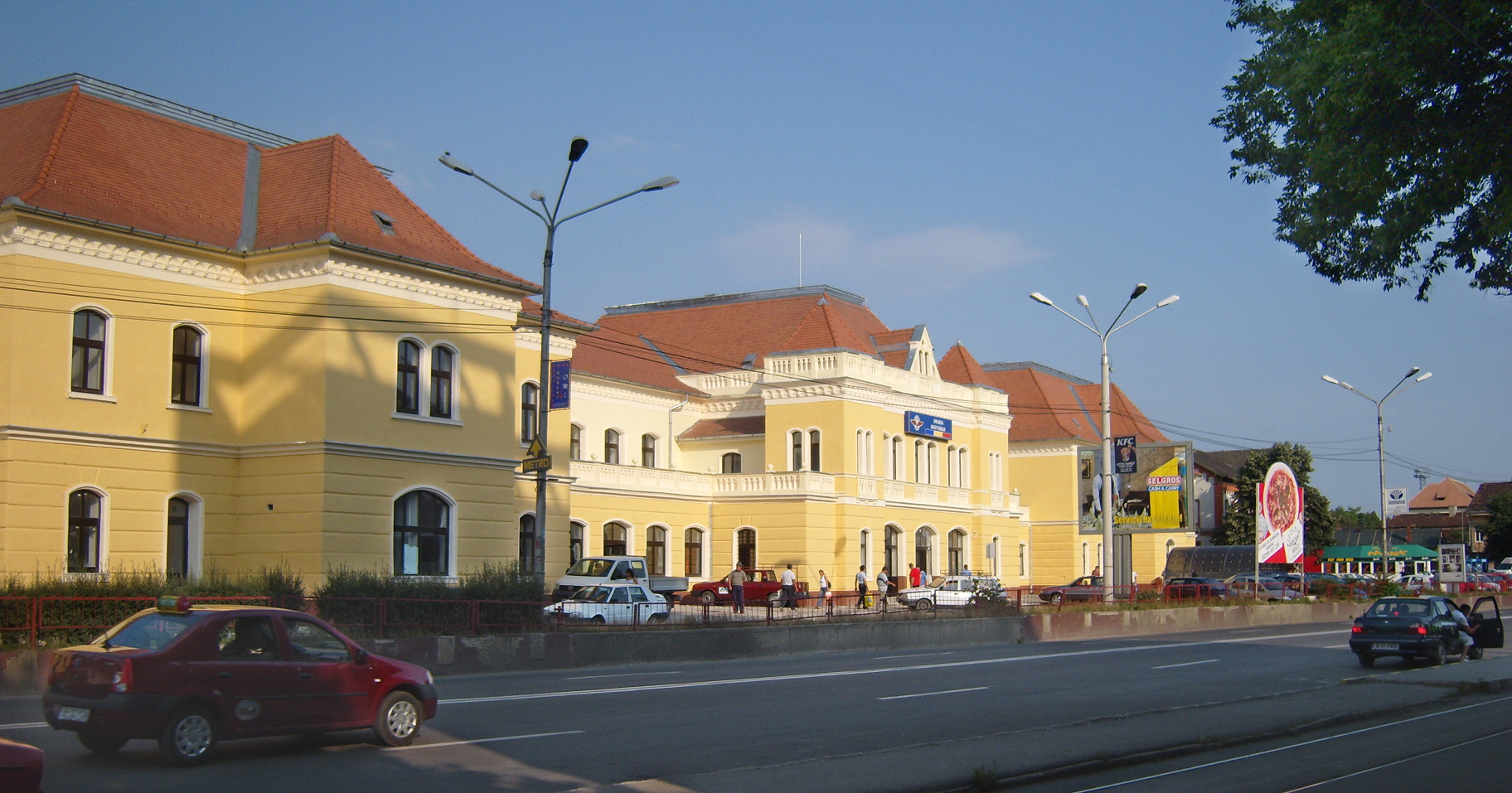
Gara Oradea, 1901-1903

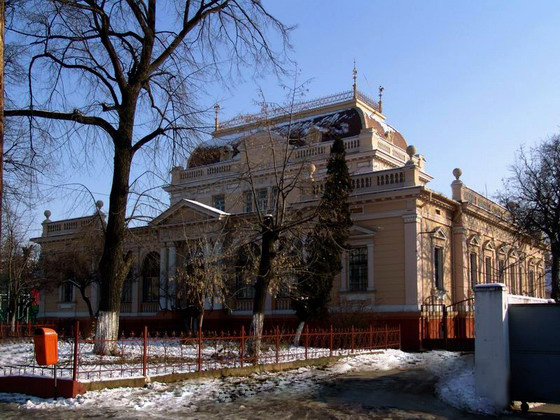
Palatul Copiilor, Oradea (fostul Muzeum)

Rimanóczy Kálmán Senior (n. 12 mai 1840, Kapuvár, Comitatul Sopron, Ungaria – d. 2 ianuarie 1908, Oradea, Austro-Ungaria) a fost un arhitect maghiar orădean, antreprenor de construcții. A fost tatăl arhitectului Kálmán Rimanóczy (fiul) (1870-1912).

## Biografie
Tatăl său, József-Sámuel Rimanóczy, a fost socrul ducelui Esterházy Kapuvári. Kálmán însuși era doar zidar. Ulterior, probabil, a trecut examenul de meșter, care l-a autorizat să realizeze sarcini arhitecturale (proiectare și construcție). În anii 1860 a lucrat în Budapesta și împrejurimi. Se pare că aici s-a născut primul fiu. În 1867 canonicul Nogáll János, hirotonit episcop, l-a invitat să construiască Institutul Sfântul Vincențiu de Paul în Oradea. Opera sa a fost foarte apreciată în Oradea și așa se face că s-a stabilit în orașul de pe malul Crișului Repede.
Rimanóczy va călca pe urmele tatălui său și va concepe și proiecta clădiri în stil eclectic. La unele dintre clădirile sale pot fi găsite motive de Art Nouveau -Secession, la design contribuind și fiul arhitectului, Kálmán Rimanóczy (fiul). Până la moartea sa a acceptat un singur contract în afara Oradiei, atunci când a participat la construirea cinematografului Uránia din Budapesta, între 1893 și 1995, pe Calea Kerepesi (aztăzi Strada Rákóczi). Kálmán Rimanóczy fost foarte atașat de Oradea. Unul din marile sale merite este înființarea Teatrului Szigligeti și amenajarea ultimului colț al Pieței Bémer (astăzi: Piața Ferdinand).

## Familia
Soția sa, Irén Kapolnya, i-a dăruit doi fii: Béla și Kálmán. Acesta din urmă este, de asemenea, un arhitect celebru, cu multe constructii locale ca designer și antreprenor. Kálmán a donat sume uriașe orașului și săracilor. Și-a lăsat podgoria împreună cu clădirile de pe lângă ea Institutului Sf. Vincențiu de Paul al Episcopiei Romano-Catolice de Oradea.

## Memorie
După moartea lui Kálmán Rimanóczy, în ianuarie 1908, orașul Oradea, ca o recunoaștere a marilor sale merite, a  redenumit faimoasa stradă centrală Áldás, unde locuia cu familia și unde avea un hotel pe colț, Strada Kálmán Rimanóczy (din 1958 s-a numit Strada Iosif Vulcan. În 1994 Strada Bârzavei - undeva pe la periferie - a fost redenumită Strada Rimanóczy Kálmán, dar aceasta nu are nimic comun cu faimosul arhitect orădean).

## Lucrări

### Clădiri proiectate pentru Oradea
- Institutul Sfântul Vincențiu (Nogáll) , 1868 (1899-1901:  extinderea din 1906 aparține lui Rimanóczy Kálmán jr. și Peiser Charles)[nefuncțională – arhivă]
- Banca de Credit pentru Comerț și Industrie - 1886
- Oradea, Banca de Economii, restaurare, 1887
- Fostul Cazinou Național, 1888
- Extindere Seminar, 1888
- Casa Deutsch, (1888 - prima construcție, cea de la nr.2 al str. Vasile Alecsandri; Casa deutsch de astăzi aparține altui arhitect orădean, Ferenc Sztarill)
- Muzeum, 1895 (azi: Palatul Copiilor), 1910, extindere:  Rimanóczy Kálmán jr.
- Hotelul și Baia de Aburi Rimanóczy, 1892 (Extindere spre fosta Piață Bémer, -actuala Piață Ferdinand - 1900)
- Magazinul de bijuterii Andrény (Piața Mare pe actuala str. Dimitrie Cantemir), 1893
- Clădirea Bazarului (str. Madách Imre, 1900)
- Cazarma Honvezilor (azi Muzeul Militar de pe actuala Calea Armata Română) 1901-1902
- Reconstrucția Gării Oradea. 1901-1903 (Asociat: Normal William)
- Palatul Rimanóczy, actuala Calea Republicii , 1905 (unele surse atribuie designul lui R. jr. )
- Oradea, Banca Centrală de Economii, 1906
- Sinagoga Neologă de pe fosta Kossuth Lajos, actuala Independenței, pe malul Crișului Repede.